# Littorophiloscia riedli
Littorophiloscia riedli là một loài chân đều trong họ Philosciidae. Loài này được Strouhal miêu tả khoa học năm 1966.